# توئونی
در اسطوره‌شناسی فنلاندی، توئونی (تلفظ در فنلاندی: [ˈtuo̯ni]) خدای توئونلا (Tuonela: جهان زیرین) و مظهر تاریکی بود. او شوهر توئونتار بود. فرزندان آنها شامل کیپو-تیتتو، تووننپویکا و لویاتار بودند که خدایان رنج بودند. توئونی وقتی به شکل انسان در می‌آید، به شکل پیرمردی با سه انگشت در هر دست و کلاه تاریکی ظاهر می‌شود.